# Think (Aretha Franklin)
Think è una canzone di Aretha Franklin uscita come singolo nel 1968, apparso nell'album Aretha Now. La canzone è un inno femminile sulla libertà. Ha raggiunto la posizione numero 7 su Billboard Hot 100 in USA, al quarto posto in Francia, al sesto in Canada, al nono nei Paesi Bassi, il numero 1 sul giornale Hot Rhythm & Blues Singles. La canzone è stata scritta dalla stessa Aretha e da suo marito Ted White. La canzone è stata incisa una seconda volta nell'album del 1989 Through the Storm. È stata inserita da Pitchfork al posto numero 15 della sua lista "The 200 Greatest Songs of the 1960s".
In Italia la canzone ha raggiunto il quarantottesimo posto della hit parade.
Particolare fama ha ottenuto la versione ripresa nella colonna sonora del film The Blues Brothers di John Landis nel 1980.

## Analisi della canzone
La canzone è un rhythm'n'blues energetico e ritmato. L'arrangiamento prevede una cantante principale, cori di background, una sessione di fiati, organo, pianoforte, due chitarre elettriche, basso e batteria. La versione originale ha visto Aretha Franklin al pianoforte, Wayne Jackson alla tromba, Andrew Love e Charles Chalmers al sassofono tenore, Floyd Newman e Willie Bridges al sassofono baritono, Spooner Oldham all'organo, Jerry Jemmott al basso, Tommy Cogbill e Jimmy Johnson alle chitarre e Roger Hawkins alla batteria.

## Versione del 1980
Nel film The Blues Brothers Jake ed Elwood, determinati a rimettere insieme la band, cercano di convincere a ritornare a suonare Matt "Guitar" Murphy, che lavora in un fast food insieme alla moglie, impersonata da Aretha Franklin. Nella canzone quest'ultima cerca di intimidire il marito e di farlo pensare (think) alle conseguenze delle sue azioni se dovesse andarsene. A sostenere le ragioni di Aretha subito intervengono tutte le donne del locale, che nella canzone cantano i cori. Nel frattempo entra in scena il sassofonista Lou Marini ad accompagnare le voci suonando direttamente in piedi sul bancone del fast food. La scena continua creando un forte contrasto tra le donne (tutte impegnate a dire la loro sulla situazione) e gli uomini (Jake, Elwood e Matt sempre muti, Lou a suonare) e porta ad uno scatenato ballo in cui intervengono tutti i partecipanti.
Alla fine della canzone, Jake, Elwood, Matt e Lou escono dal locale senza proferire parola lasciando interdetta Aretha Franklin.

## Cover
Antonella Tersigni, vocalist per Ambra Angiolini, ha realizzato una cover del brano nella compilation Non è la Rai 2 del 1993.
Joan Osborne ha dato una sua personale lettura del brano nell'album "How Sweet It Is" del 2002.